# Mariage de la Pologne à la mer Baltique

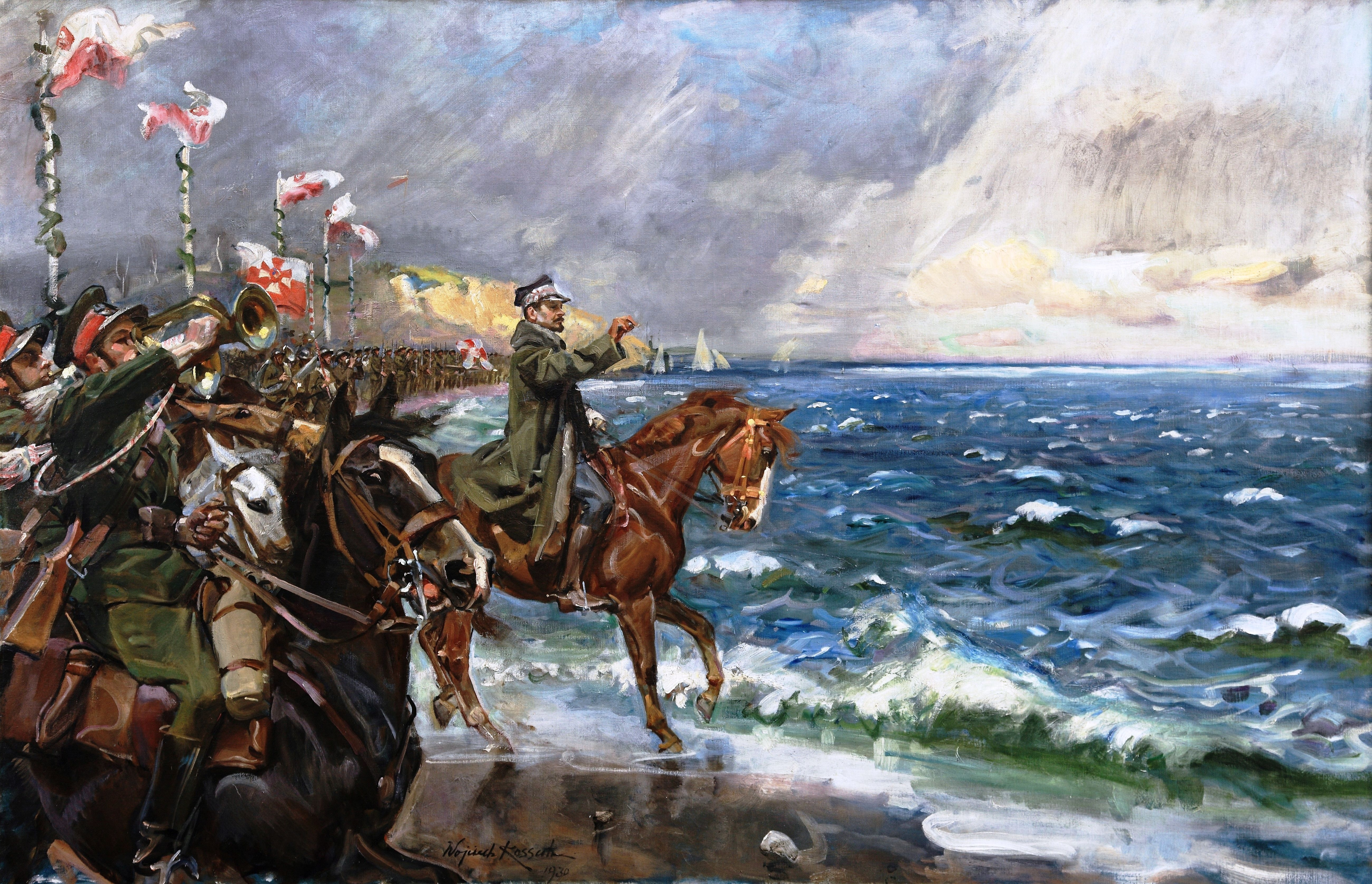
Le mariage de la Pologne avec la mer par Wojciech Kossak. Peinture de la cérémonie de 1920 à Puck

Le mariage de la Pologne à la mer Baltique est une cérémonie ayant eu lieu en différentes occasions pour symboliser l'accès retrouvé à la mer Baltique par la Pologne, accès perdu lors du partage de la Pologne en 1793.
La première cérémonie, le 10 février 1920, fut à l'initiative du général Józef Haller dans la ville de Puck. Le général, en compagnie du ministre de l'intérieur Stanisław Wojciechowski, afin de symboliser l'accès retrouvé à la mer Baltique, plongea un drapeau polonais dans la mer et y jeta une alliance. Le même jour, le général fut reçu par une délégation du pouvoir à Gdańsk, où il reçut deux alliances en platine, alliances financées par des habitants de la ville.
La deuxième cérémonie eut lieu le 17 mars 1945 à Mrzeżyno puis le 18 mars 1945 à Kołobrzeg par l'Armée polonaise.

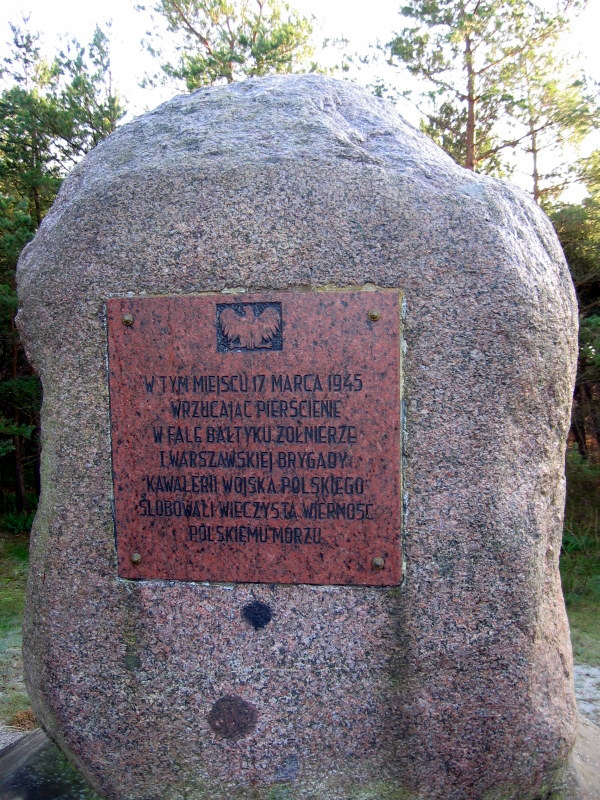
Mémorial de la cérémonie de 1945 à Mrzeżyno